# الصيف في الوطن العربي
الصيف في الوطن العربي في فصل الصيف تتعامد أشعة الشمس على الأجزاء الوسطى من الوطن العربي فترتفع درجات الحرارة وخاصة في المناطق الداخلية التي تتميز بفقر الغطاء النباتي وانتشار الرمال اما المناطق الجبلية وسواحل البحر المتوسط فتكون فيها درجات الحرارة معتدله مما يجعلها من مراكز الاصطياف المهمة.وتهب في هذا الفصل رياح موسمية رطبة من المحيط الاطلسي والمحيط الهندي مسببة سقوط الأمطار على جنوب موريتانيا وجنوب الصومال والسودان واليمن .ويمتاز الوطن العربي بطول فصل النمو في أكثر الأجزاء مما يتيح قيام زراعة كثيفه كما أن تنوع المناخ ساعد على تنوع المحاصيل الزراعية وتكاملها.